# Caius Octavius
Caius Octavius (mort en 59 av. J.-C.) est un homme politique romain, père d’Octave (qui portait le même nom), le futur empereur Auguste. Il descend d'une vieille et riche famille des chevaliers romains, dont il fut le premier représentant à entrer au sénat romain, ce qui le met au rang des homines novi.

## Biographie
Il appartenait à une famille de notables de Velitrae. Son père avait été banquier et vécut jusqu’à un âge avancé. Comme son père, il a payé les électeurs aux élections. Après sa préture, il est devenu gouverneur de Macédoine. Sur le chemin de la Macédoine, il fut chargé par le Sénat de mater une bande d’esclaves fugitifs, qui avaient précédemment participé aux rébellions sous Spartacus et Catilina. Il est apparu comme un administrateur compétent, gouvernant « courageusement et avec justesse », et remporta la victoire lors d’une bataille contre des tribus thraces. D'après Suétone, Cicéron avait une haute estime pour sa politique diplomatique. Octavius mourut à Nola, sur le chemin de Rome, pour participer aux élections en juillet 59 av. J.-C. afin de briguer le consulat de l'année suivante. C'est aussi à Nola que mourut Auguste, comme le rappelle Tacite.
Caius Octavius a eu trois enfants. Avec sa première épouse, Ancharia, naquit une fille du nom d’Octavie l'Aînée. De sa seconde union avec Atia Balba Caesonia, nièce de Jules César, il eut deux enfants, une fille du nom d'Octavie la Jeune et Octave, qui par la suite fut adopté par César, et qui devint empereur sous le nom d’Auguste.